# Ephydra pseudomurina
Ephydra pseudomurina är en tvåvingeart som beskrevs av Nina Krivosheina 1983. Ephydra pseudomurina ingår i släktet Ephydra och familjen vattenflugor. Inga underarter finns listade i Catalogue of Life.